# Дом Г. Малышева
Дом Г. Малышева (также дом Малышевых, дом Белковой) — историческое здание в Пушкине. Построен в 1836—1839 году. Объект культурного наследия регионального значения. Расположен на Оранжерейной улице, дом 23, выходит на Соборную площадь.

## История
Большой участок на восточной стороне Соборной площади по генеральному плану города был отведён под присутственные места и долгое время пустовал. В 1835 году участки отвели под застройку частными жилыми домами. Проекты всех пяти домов составил архитектор Себастьян Черфолио, они образовали единый ансамбль. Самый крупный дом в центре находился во владении крестьянина Пулковской слободы Г. Малышева, а позднее — его наследников и вдовы. Перед Октябрьской революцией этим домом владела купчиха Белкова.

## Архитектура
Через дом Малышева проходит продольная ось Соборной площади, он находится напротив апсиды Екатерининского собора и здания Городового управления. Дом богато украшен орнаментами на лопатках и сандриках, а также фризом с букраниями. Композиция фасада трёхчастная, окна сближены по три. Несколько утопленная средняя часть отделана «дощатым» рустом. В средней части более крупные сандрики во втором этаже, вместе с ними окна обрамляют пилястры, а ниже окон — балясины.